# Võru (hạt)
Hạt Võru (tiếng Anh: Võru County, tiếng Estonia: Võru maakond, tiếng Võro: Võro maakund), hoặc Võrumaa, là hạt ở nam Estonia. Nó tiếp giáp với các hạt Valga, Põlva và nó là hạt duy nhất ở Estonia có biên giới với hai quốc gia - Latvia (phía nam, giáp vùng Vidzeme) và Liên Bang Nga (phía đông, giáp tỉnh Pskov).
Địa phận Võru bao phủ 2.305 km² và có khí hậu ôn giới. Tính đến tháng 1 năm 2013 hạt Võru có dân số 32.806 người – chiếm 2,5% tổng dân số Estonia.

## Phân chia dân tộc và văn hoá
Ở hạt Võru, có 95,2% người Estonia, 3,4% người Nga và 1,4% các quốc tịch khác.
Có hai nhóm người bản xứ ở hạt Võru – người Võro và người Setos. Cả hai nhóm dân tộc đều có phương ngữ và di sản văn hoá truyền thống riêng.

## Giáo dục
Hạt Võru có 23 trường học với khoảng 1.500 học sinh.

## Hình ảnh

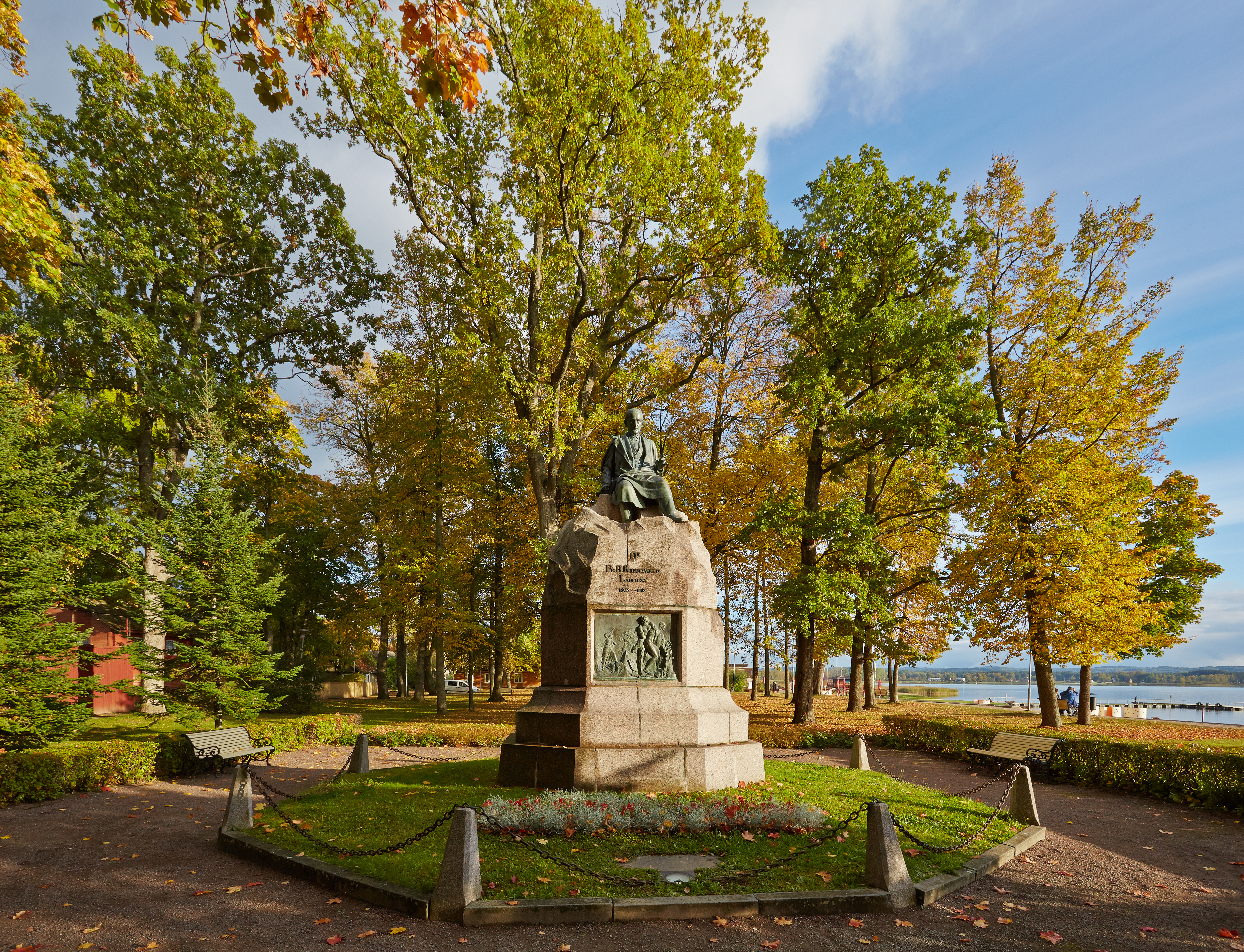
Tượng đài ở Võru
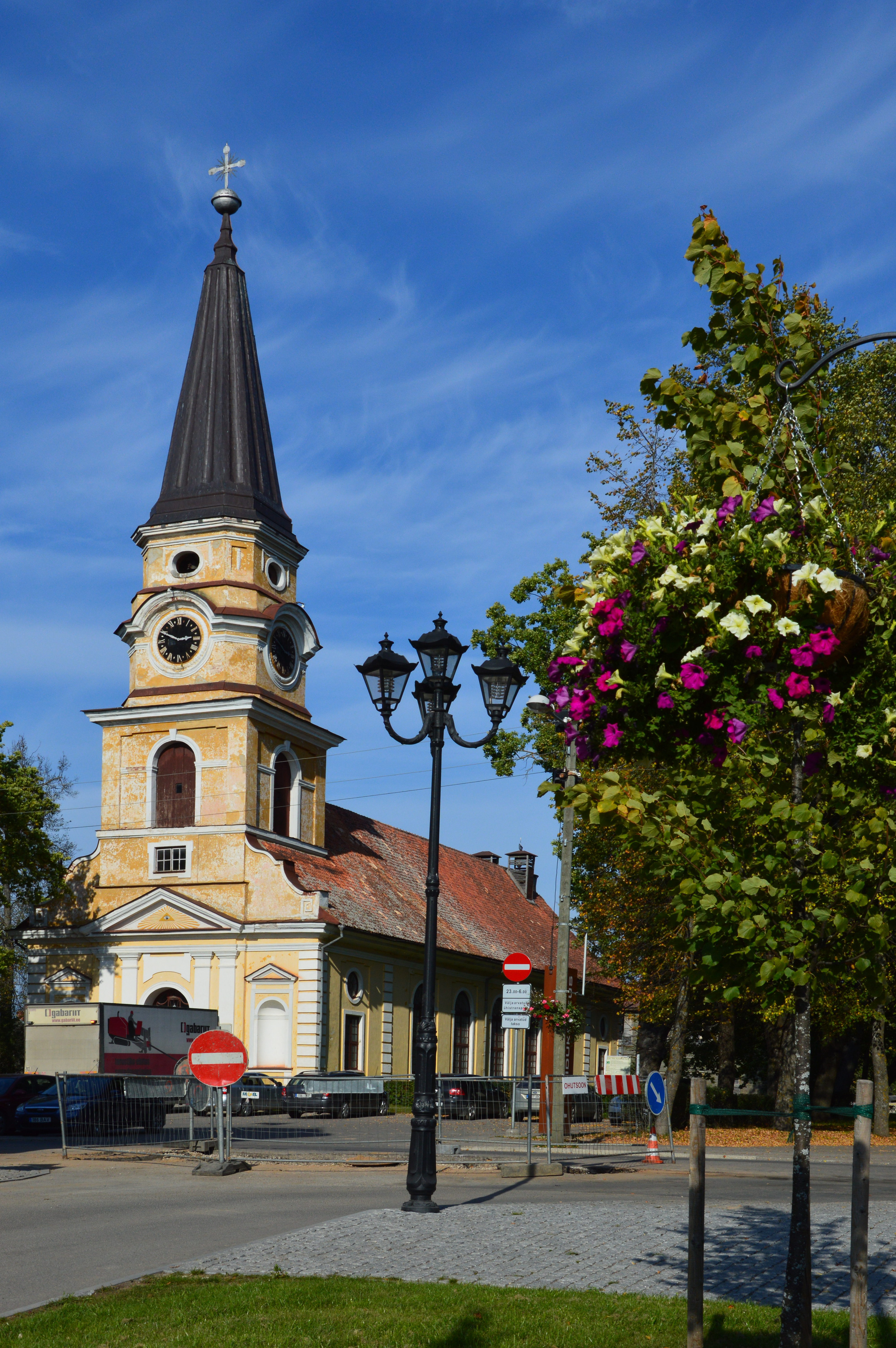
Nhà thờ ở Võru
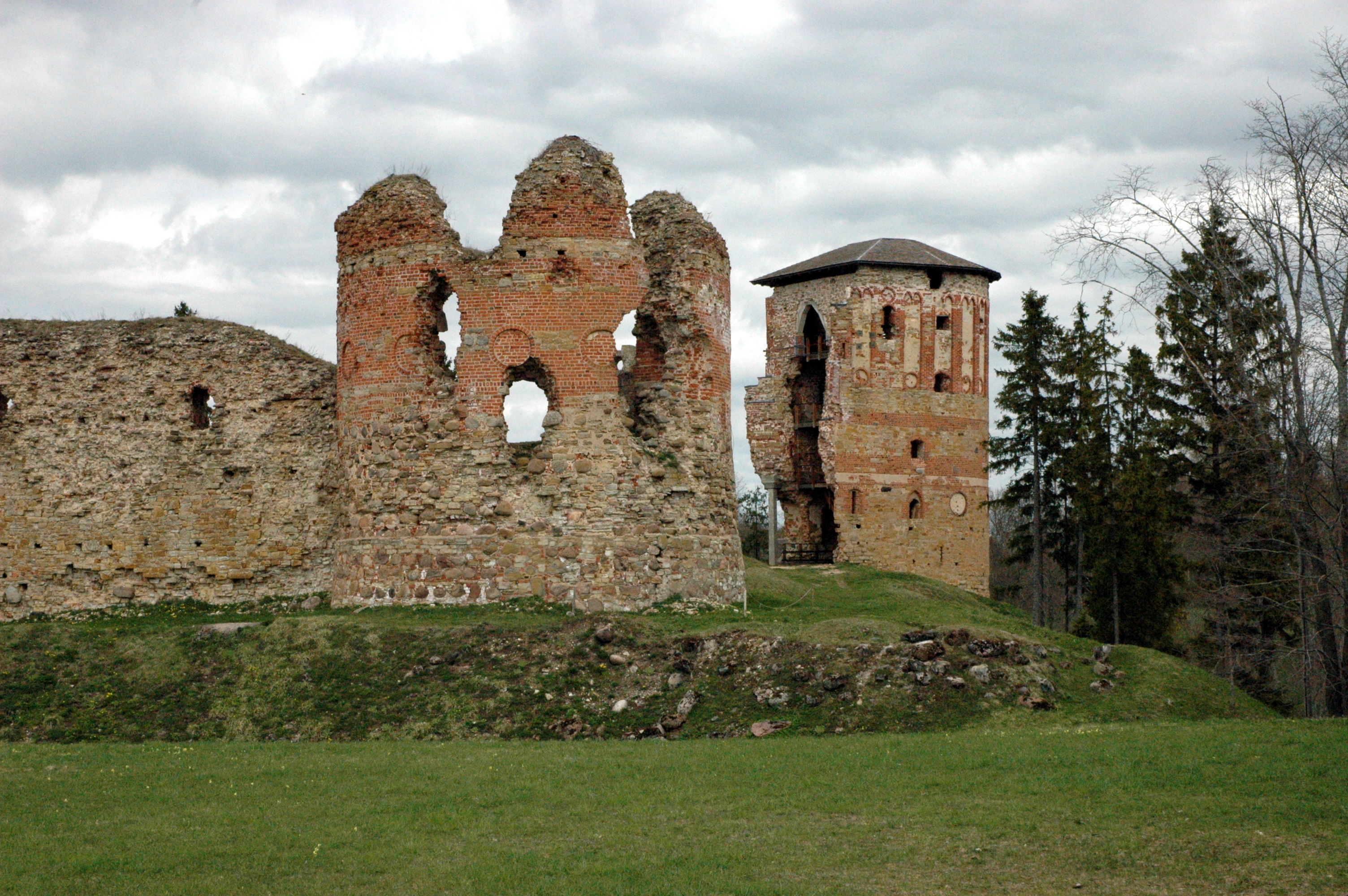
Tàn tích lâu đài Vastseliina
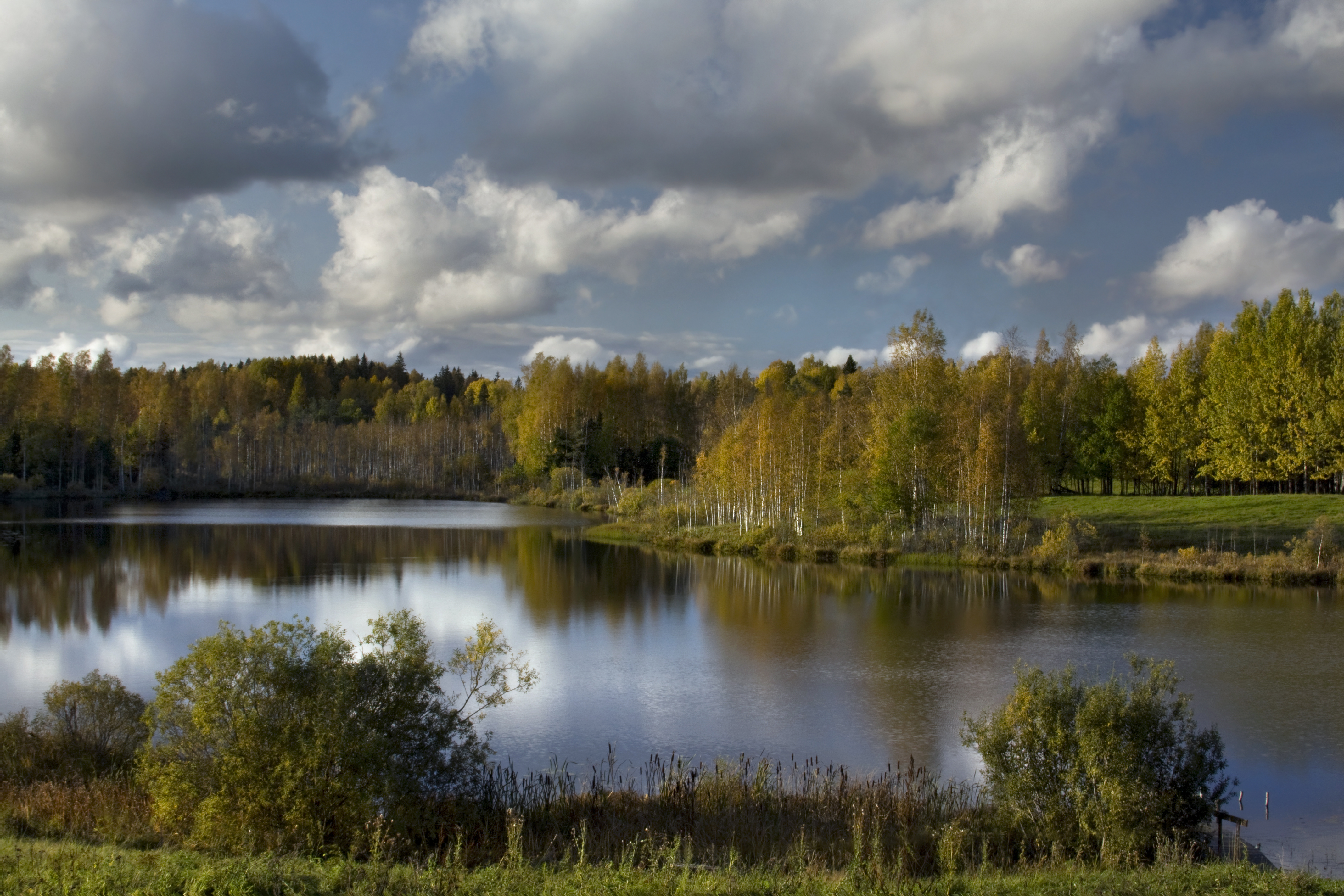
Hồ Palujüri ở Haanja
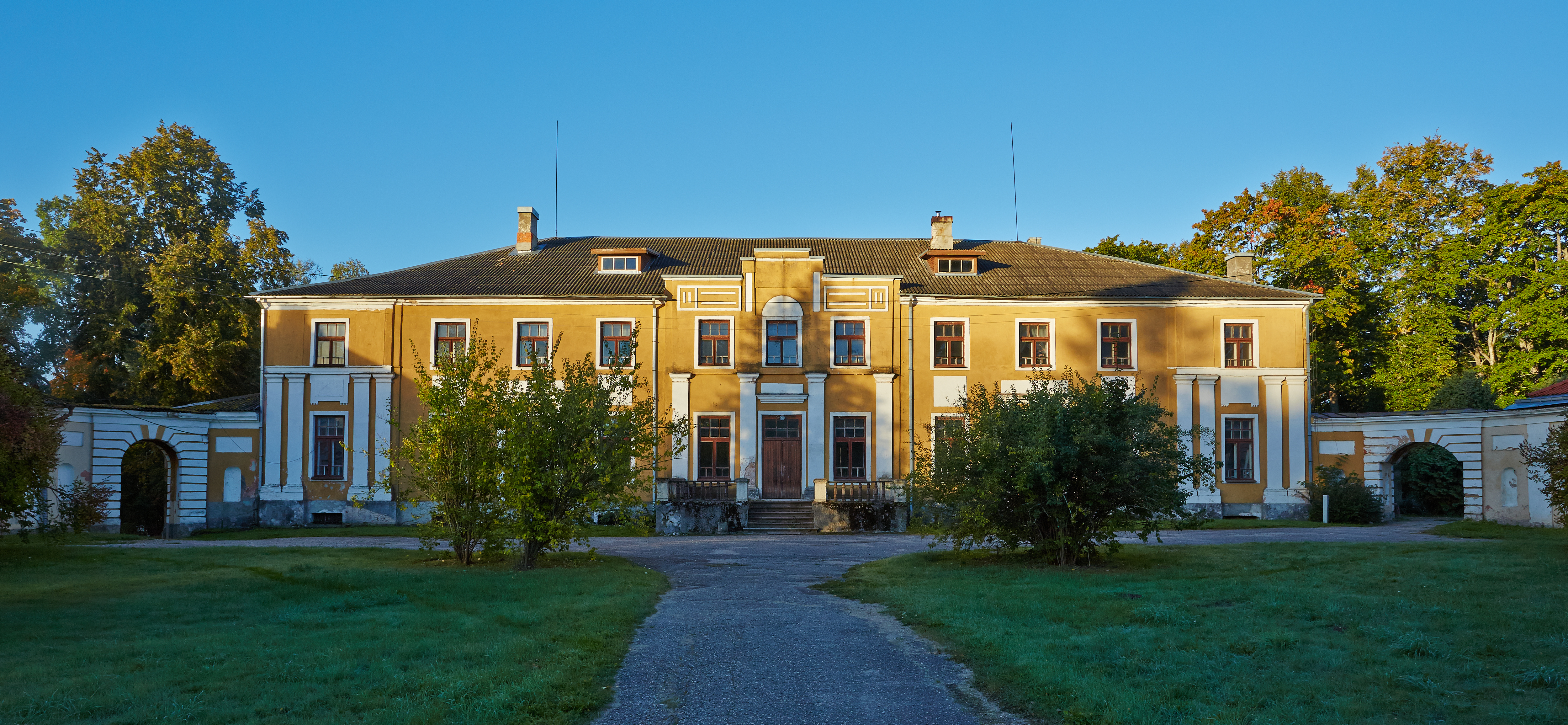
Biệt thự Väimela
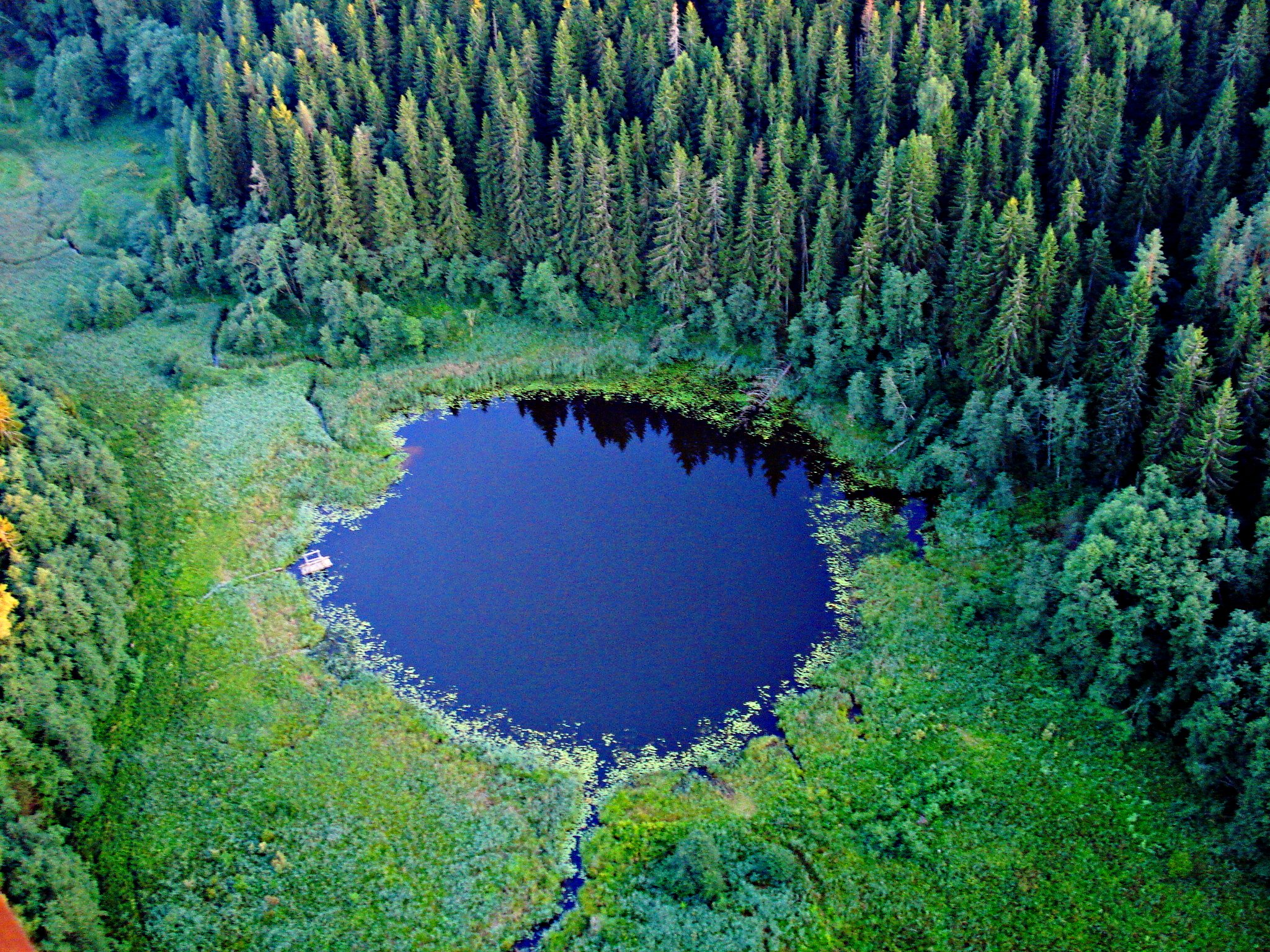
Hồ nhỏ ở Haanja
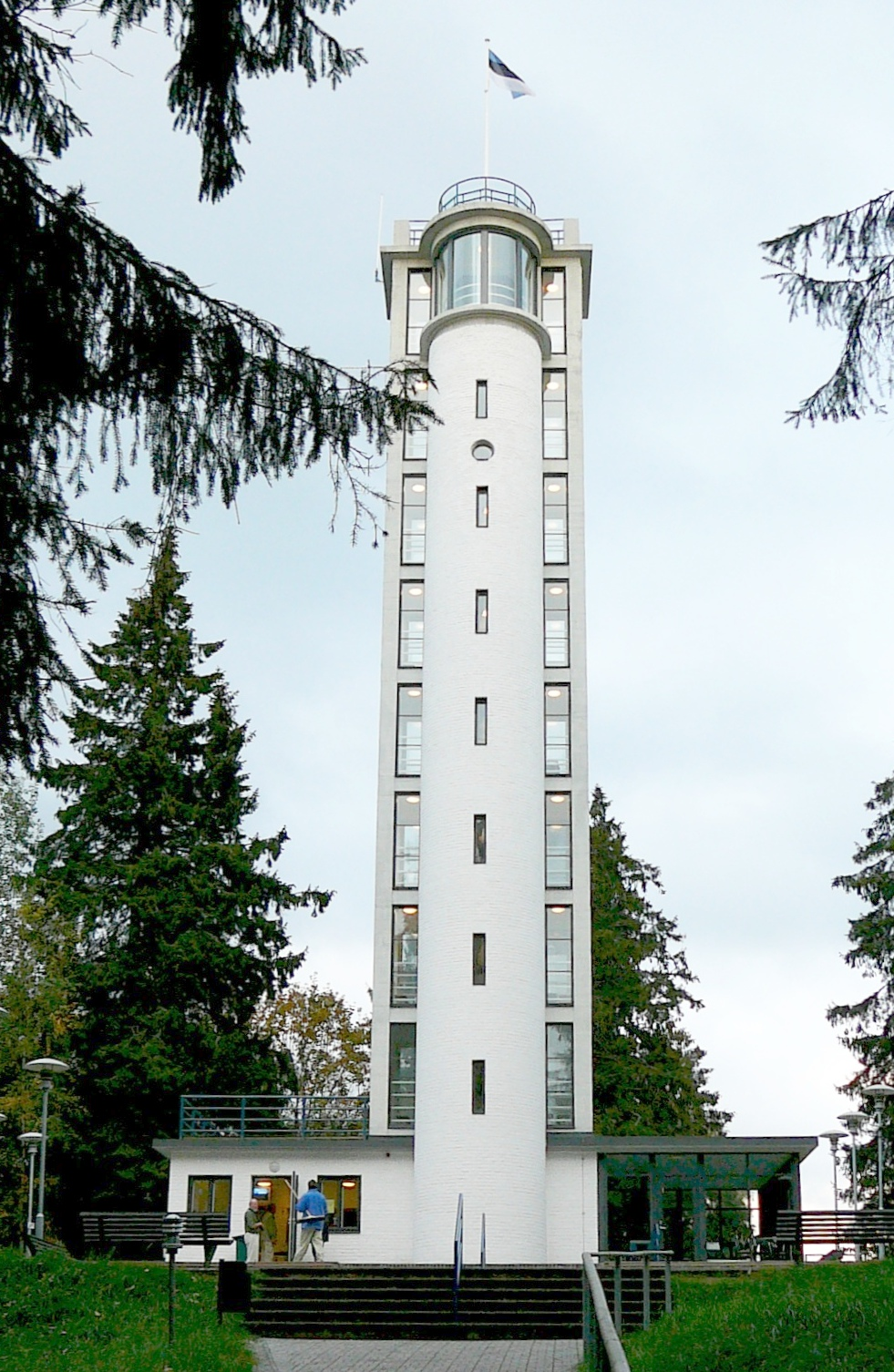
Tháp quan sát Suur Munamägi
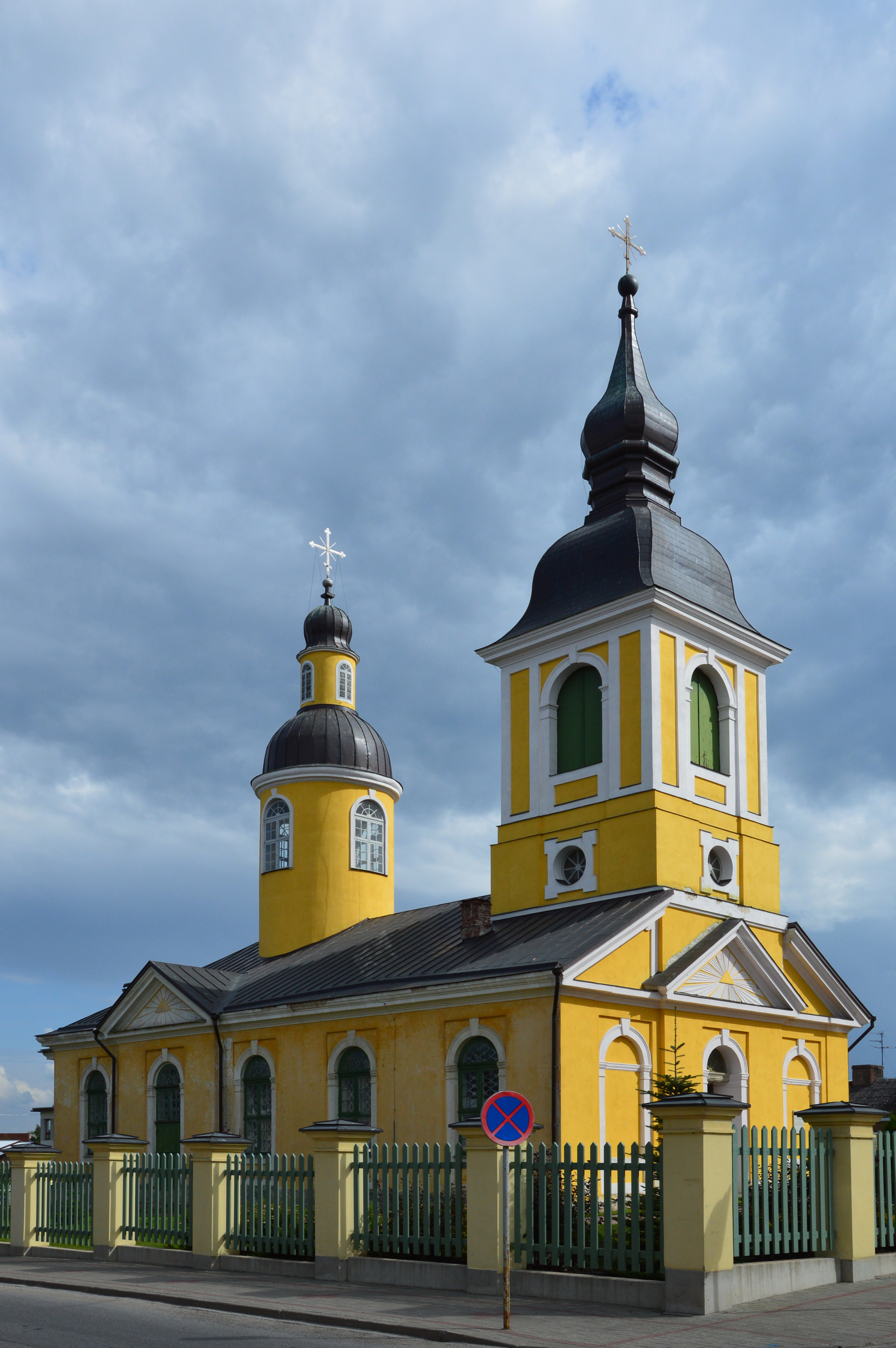
Nhà thờ ở Võru
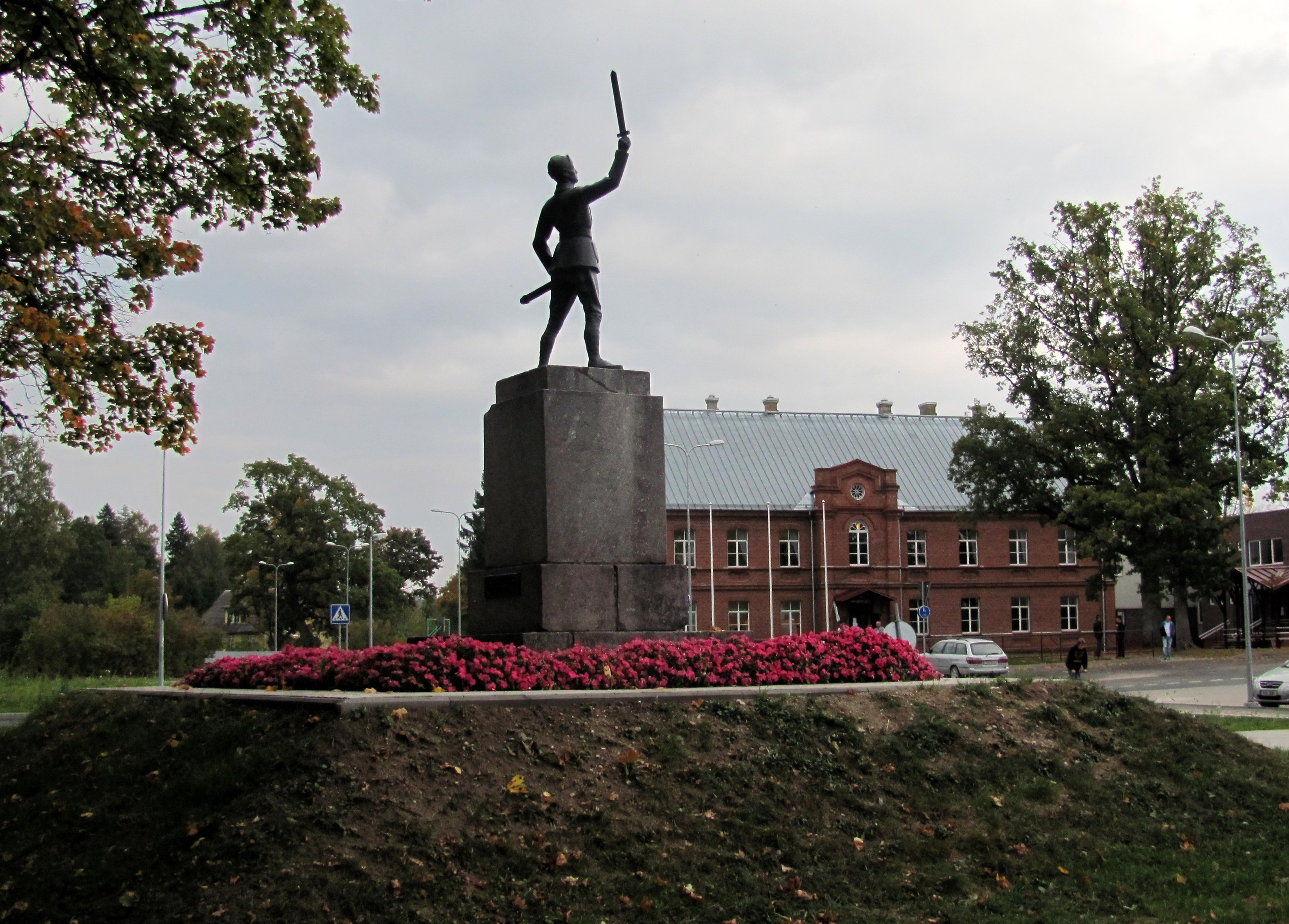
Tượng đài ở Rõuge
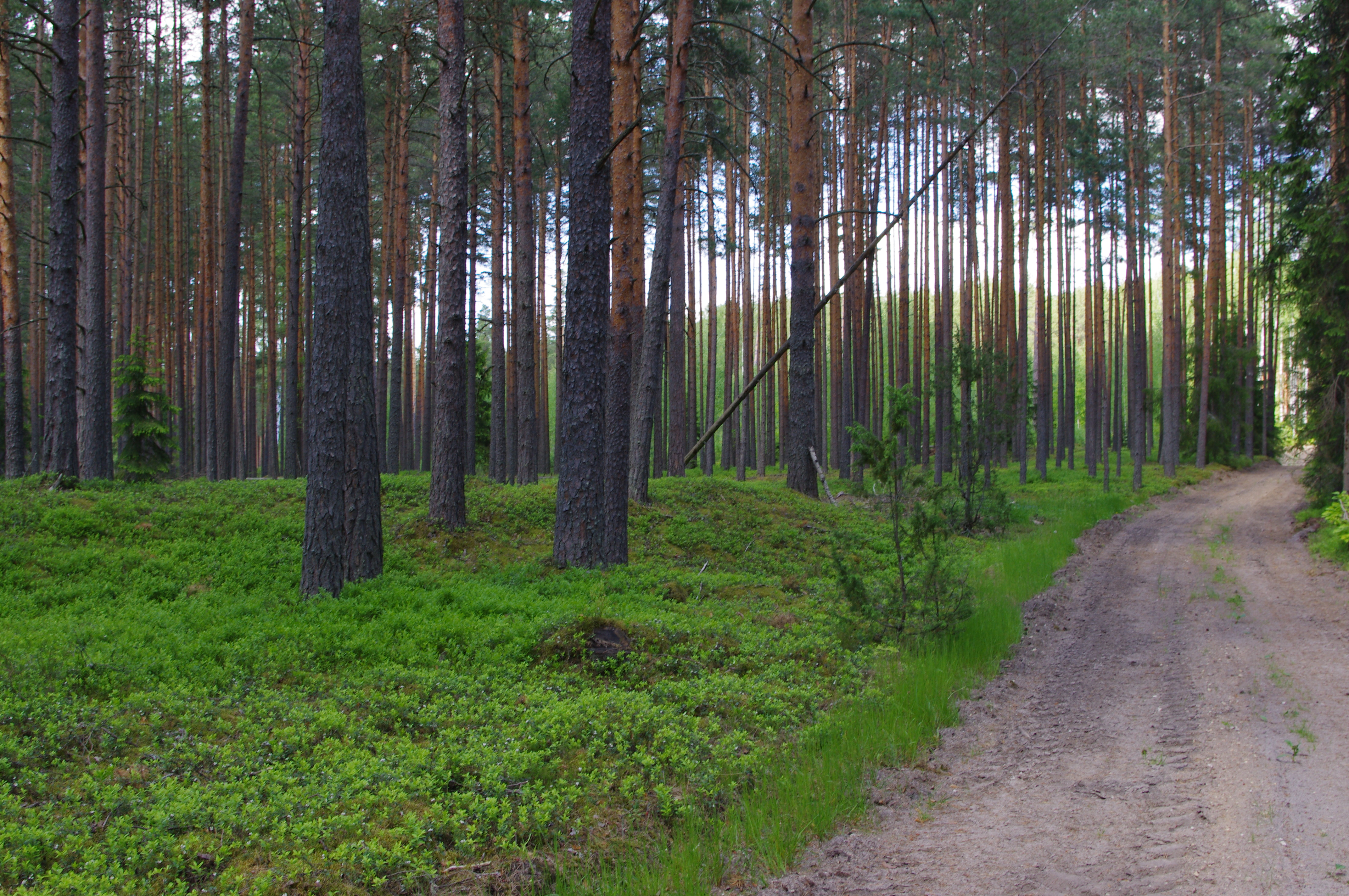
Gần Puutli
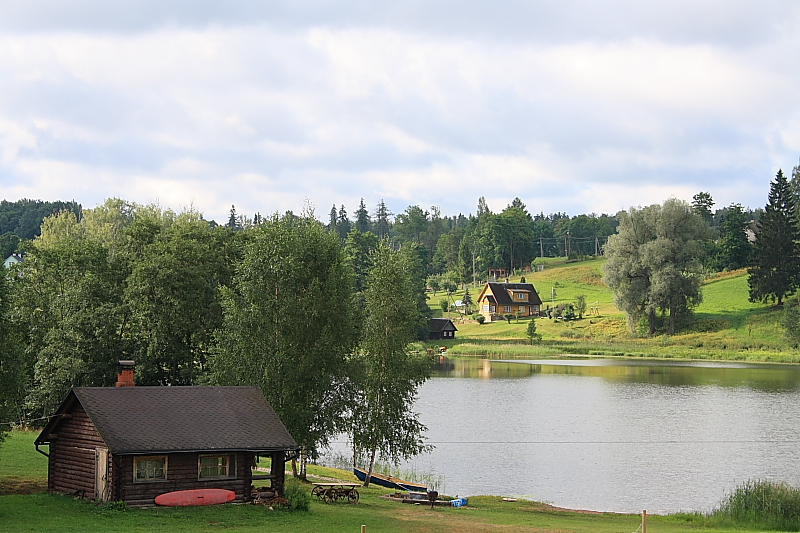
Gần Hồ Ratasjärv
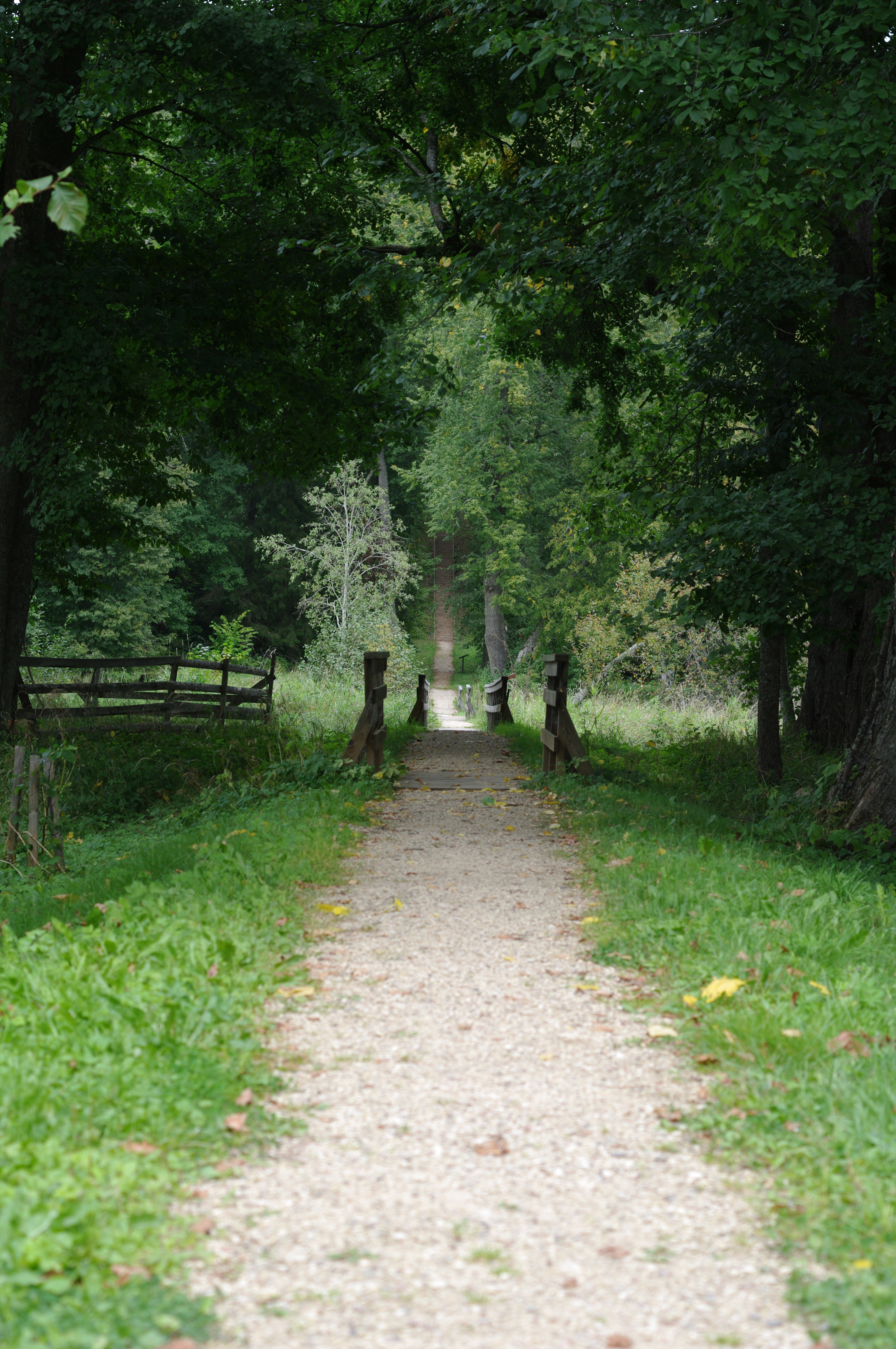
Công viên Sänna

## Khu tự quản
Ngày nay hạt Võru bao gồm 13 khu tự quản. Gồm một khu tự quản thành thị và 12 khu tự quản nông thôn (vallad). Ở hạt Võru có hai thị trấn (linnad - Võru và Antsla) và khoảng 570 làng.
Khu tự quản thành thị:
- VõruCác khu tự quản của hạt Võru

Các khu tự quản nông thôn:
- Antsla (bao gồm thị trấn Antsla)
- Haanja
- Lasva
- Meremäe
- Misso
- Mõniste
- Rõuge
- Sõmerpalu
- Urvaste
- Varstu
- Vastseliina
- Võru